# Mercedes Montero Díaz
Mercedes Montero Díaz (Madrid, 2 de febrero de 1959) es una periodista e historiadora española. Catedrática de Periodismo en la Facultad de Comunicación de la Universidad de Navarra. Pionera en el desarrollo de la Historia de la Publicidad en España tanto en medios impresos (desde los comienzos hasta el año 2000) como sobre todo en televisión, hasta 1990, y en los  los estudios de Sororidad en el ámbito académico.

## Biografía
Tras licenciarse en Ciencias de la Información —rama de Periodismo— (1981) en la Universidad de Navarra, realiza el doctorado (1991). Trabaja como Jefe de Producción en Literatura Infantil y Libro de Texto de la editorial Miñón, en Valladolid (1981-1982). Ya en Madrid, se adentra en el mundo radiofónico, trabajando como Jefe de Documentación de la cadena de emisoras Radio 80 (1982-1983), y en el mundo de las agencias, trabajando como Redactor Jefe de la Agencia Ecopress (1983-1987).
De regreso a Pamplona, retoma su contacto con el mundo universitario, siendo sucesivamente Profesor Ayudante (1987-1991), Profesor Adjunto (1991-2001), Profesor Agregado (2001-2009), Profesor Titular (2009-2024) y catedrática (desde 2024) de diversas asignaturas -Historia Universal Contemporánea, Historia Contemporánea de España e Historia de la Comunicación-, todas ellas en la Facultad de Comunicación de la Universidad de Navarra. Facultad en la que también fue vicedecana (1995-2001), y posteriormente, directora del Departamento de Comunicación Pública (2005-2011), y Subdirectora de la Escuela de Doctorado de la Universidad de Navarra —Humanidades y Ciencias Jurídicas y Sociales— (2011-2024).
Sus líneas de investigación se han centrado en la Historia del Periodismo y de la Publicidad, y en la historia de las mujeres. En este último campo, Montero ha analizado la incorporación de la mujer a la Universidad española en el primer tercio del siglo XX, desde la perspectiva de dos instituciones menos antagónicas de lo que en un principio se podría pensar: la Institución Libre de Enseñanza y la Institución Teresiana.
La profesora Montero también se licenció en Filosofía y Letras, —rama de Historia— en 1994, doctorándose en 2001. En 2006 fue Visiting Scholar en el Departamento de Historia, en la Universidad de California, Berkeley.

## Publicaciones
Se incluyen a continuación una selección de sus publicaciones:

### Monografías
- Historia de la ACN de P: De la dictadura a la Segunda República (1923-1936) Tomo I, Pamplona, Eunsa, 1993, 340 pp.
- Historia de la ACN de P: La construcción del Estado Confesional (1936-1945) Tomo II, Pamplona, Eunsa, 1993, 392 pp.
- Cultura y comunicación al servicio de un régimen: historia de la ACN de P entre 1945 y 1959, Pamplona, Eunsa, 2001, 296 pp.[16]
- La conquista del espacio público: mujeres españolas en la universidad (1910-1936), Madrid: Minerva Ediciones, 2004, 282 pp.[17]
- (Con Natalia Rodríguez Salcedo, Jordi Rodríguez Virgili y Jorge del Río) La edad de oro de la comunicación comercial. Desde 1960 hasta 2000, Salamanca, Comunicación Social Ediciones y Publicaciones, 2010, 192 pp.[18]
- En vanguardia: Guadalupe Ortiz de Landázuri 1916-1975, Madrid, Rialp, 1ª, 2019, 310 + [12] pp.
- Historia de Ediciones Rialp: Orígenes y contexto, aciertos y errores, Madrid, Rialp, 1ª, 2019, 375 pp.[19]
- El hecho inesperado: Mujeres en el Opus Dei (1930-1950), Madrid, Rialp, 2021, 1ª, 321 + [16] pp. (2ª).[20]
- Sororidad. Redes de ayuda entre mujeres en los siglos XIX y XX, Madrid, Dykinson, 2023, 178 pp.[3]

### Artículos
- "Comunicación y cambio social: algunos ejemplos históricos", Comunicación y hombre, Universidad Francisco de Vitoria, 2008, núm. 4, pp. 1-11.
- "Las carreras profesionales de las primeras universitarias españolas (1910-1936)", Arbor: Ciencia, pensamiento y cultura, 2016, vol. CXCII, núm. 778. Este estudio incluye un anexo con las biografías de las mujeres españolas más relevantes públicamente entre 1910 y 1936.[21]